# Lysandra punctistriata
Lysandra punctistriata är en fjärilsart som beskrevs av Tutt 1909. Lysandra punctistriata ingår i släktet Lysandra och familjen juvelvingar. Inga underarter finns listade i Catalogue of Life.